# 安德森 (伊利諾伊州卡斯縣)
安德森（英語：Anderson）是位於美國伊利諾伊州卡斯縣的一個非建制地區。該地的面積和人口皆未知。

## 地理
安德森的座標為39°58′56″N 90°09′32″W / 39.98222°N 90.15889°W，而該地的平均海拔高度為187米（即614英尺）。